# Трисахариды
Трисахари́ды (от tri: три, sacchar: сахар) — органические соединения, одна из групп углеводов; являются частным случаем олигосахаридов.
Молекулы трисахаридов состоят из трех остатков моносахаридов, соединённых друг с другом за счёт взаимодействия гидроксильных групп.

## Строение молекул
Молекулы трисахаридов состоят из трёх остатков моносахаридов, соединённых друг с другом за счёт взаимодействия гидроксильных групп. Общая формула трисахаридов, как правило, C18H32O16.
Трисахариды могут отличаться одним от другого структурой входящих в них моносахаридов и их последовательностью в цепи, размером циклов (пятичленные фуранозные или шестичленные пиранозные), конфигурацией гликозидных центров и мест присоединения к агликонам гликозильных остатков. Это является причиной возникновения десятков тысяч возможных изомеров трисахаридов.
Примеры трисахаридов
- Рафиноза — состоит из остатков D-галактозы, D-глюкозы и D-фруктозы.

- Мелицитоза — состоит из двух остатков D-глюкозы и одного остатка D-фруктозы.

- Мальтотриоза — состоит из трёх остатков D-глюкозы.